# Кантрі-Клаб (Міссурі)
Кантрі-Клаб (англ. Country Club) — селище (англ. village) в США, в окрузі Ендрю штату Міссурі. Населення — 2487 осіб (2020).

## Географія
Кантрі-Клаб розташоване за координатами 39°50′48″ пн. ш. 94°49′26″ зх. д. / 39.84667° пн. ш. 94.82389° зх. д. (39.846780, -94.823908).  За даними Бюро перепису населення США в 2010 році селище мало площу 10,20 км², з яких 10,12 км² — суходіл та 0,07 км² — водойми.

## Демографія
Згідно з переписом 2010 року, у селищі мешкало 2449 осіб у 960 домогосподарствах у складі 721 родини. Густота населення становила 240 осіб/км².  Було 1012 помешкання (99/км²).
Расовий склад населення:
| - 95,1 % — білих - 1,6 % — чорних або афроамериканців - 0,6 % — азіатів - 0,5 % — корінних американців |

До двох чи більше рас належало 1,7 %. Частка іспаномовних становила 3,1 % від усіх жителів.
За віковим діапазоном населення розподілялося таким чином: 22,3 % — особи молодші 18 років, 63,9 % — особи у віці 18—64 років, 13,8 % — особи у віці 65 років та старші. Медіана віку мешканця становила 39,6 року. На 100 осіб жіночої статі у селищі припадало 95,6 чоловіків;  на 100 жінок у віці від 18 років та старших — 94,3 чоловіків також старших 18 років.
Середній дохід на одне домашнє господарство  становив 86 171 долар США (медіана — 70 859), а середній дохід на одну сім'ю — 94 589 доларів (медіана — 74 954). Медіана доходів становила 47 500 доларів для чоловіків та 33 319 доларів для жінок. За межею бідності перебувало 7,0 % осіб, у тому числі 6,1 % дітей у віці до 18 років та 2,6 % осіб у віці 65 років та старших.
Цивільне працевлаштоване населення становило 1502 особи. Основні галузі зайнятості: освіта, охорона здоров'я та соціальна допомога — 27,1 %, виробництво — 17,6 %, мистецтво, розваги та відпочинок — 9,1 %, публічна адміністрація — 8,2 %.